# Anisotropia

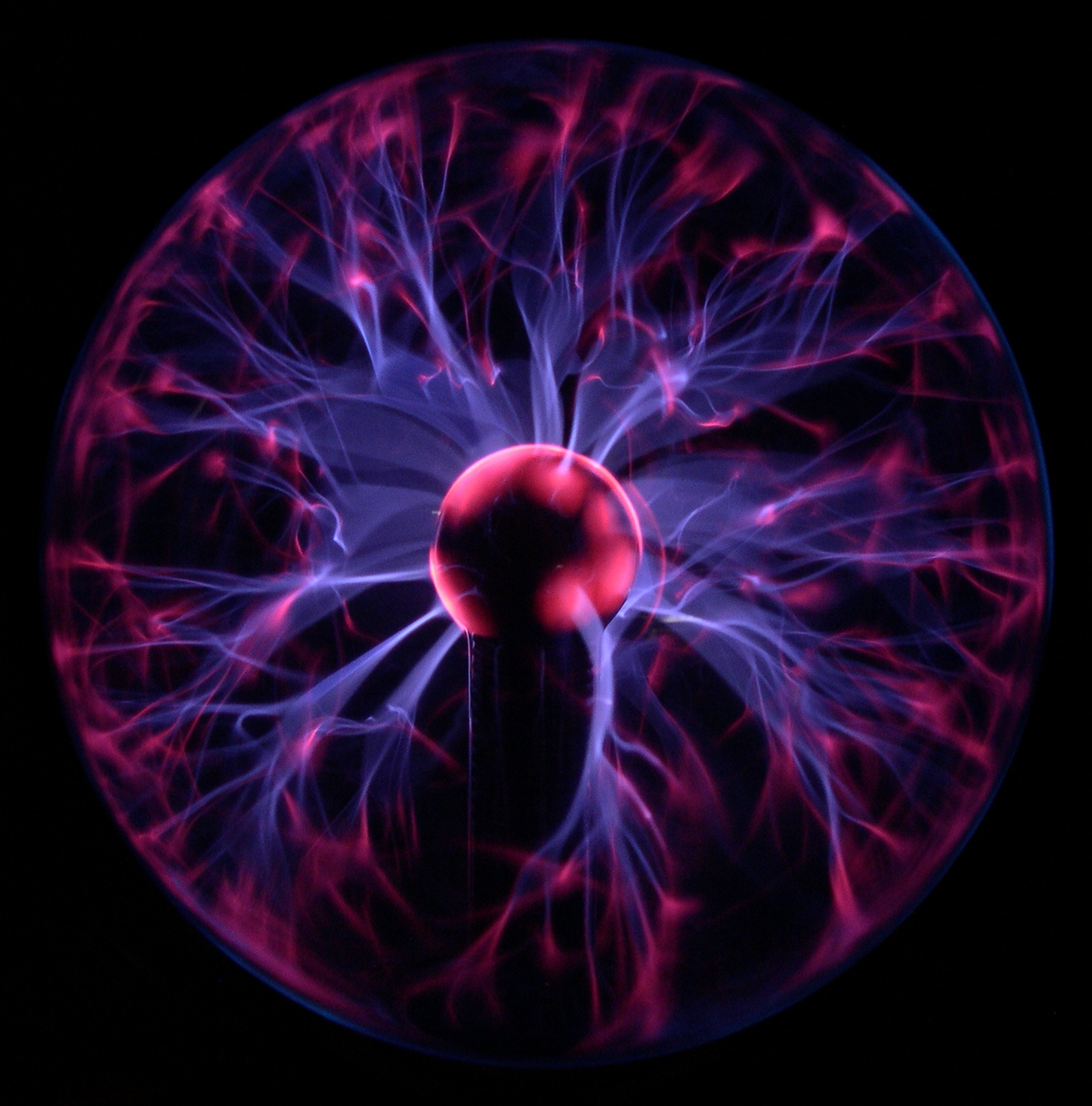
Una llàntia de plasma, mostrant les característiques anisòtropes dels plasmes, en aquest cas, el fenomen de "filamentació"

L'anisotropia és la propietat de variació de les propietats físiques en ser mesurades des de diferents direccions. És la propietat contrària a la isotropia.
L'anisotropia es pot definir com la variació d'una determinada propietat física d'un material, com ara l'absorbància, l'índex de refracció o la densitat, quan es mesura al llarg de diferents eixos. Un exemple comú i ben conegut n'és el de les lents polaritzades de les ulleres de sol o el de les pantalles de cristall líquid. La propietat contrària és la isotropia.

## Anisotropia de sòlids
L'anisotropia dels materials és més acusada en els sòlids cristal·lins, en els quals s'evidencia una relació directa amb l'estructura atòmica i molecular del cos en qüestió.
Cal assenyalar que els cristalls no són anisotròpics o isotròpics per se, sinó que aquest concepte està en relació amb cada una de les propietats físiques. Hi ha cristalls anisotròpics per a certes propietats, mentre que es comporten isotròpicament per a d'altres, en diferents graus d'anisotropia.
Convé no confondre aquest concepte amb el d'heterogeneïtat i homogeneïtat, també relacionats amb la direcció. Un cos és heterogeni respecte certa propietat si el valor d'aquesta varia al llarg d'una direcció, cosa que únicament succeeix en els cristalls en condicions excepcionals. Per exemple, l'atmosfera és heterogènia respecte la velocitat de la llum perquè la densitat de les diverses capes és diferent i, per tant, la llum viatja a velocitats diferents al llarg d'una mateixa direcció.

## Altres exemples d'anisotropia
- Conductivitat elèctrica
- Dilatació tèrmica
- Policroisme
- Pleocroisme
- Radiació de fons de microones
- Susceptibilitat magnètica